# Bronmuggen
De bronmuggen (Thaumaleidae) zijn een familie uit de orde van de tweevleugeligen (Diptera), onderorde muggen (Nematocera). Wereldwijd omvat deze familie zo'n 10 genera en 183 soorten.